# Jasika (miasto Kruševac)
Jasika (cyr. Јасика) – wieś w Serbii, w okręgu rasińskim, w mieście Kruševac. W 2011 roku liczyła 1784 mieszkańców.